# Biografielijst Vt

## Vti
- Miroslav Mirek Vtípil (1983), Tsjechisch langebaanschaatser, meubelmaker en presentator